# Indiumtriethyl
Indiumtriethyl ist eine organische chemische Verbindung aus der Gruppe der metallorganischen Verbindungen.

## Gewinnung und Darstellung
Indiumtriethyl kann durch Reaktion einer etherischen Lösung von Indium(III)-chlorid mit Ethylmagnesiumchlorid gewonnen werden.
{\displaystyle \mathrm {InCl_{3}+3\ C_{2}H_{5}MgCl\longrightarrow In(C_{2}H_{5})_{3}+3\ MgCl_{2}} }
Es sind auch noch weitere Synthesen bekannt.

## Eigenschaften
Indiumtriethyl ist eine farblose, giftige, oxidations- und hydrolyseempfindliche Flüssigkeit. Sie ist Monomer im gasförmigen und gelösten Zustand. Mit Halomethanen reagiert die Verbindung zu Diethylindiumhaliden.

## Verwendung
Indiumtriethyl wird zur Herstellung von Indiumphosphidschichten für Halbleiter verwendet.